# Новожитлівка
Новожи́тлівка — село в Україні, у Божедарівській селищній громаді Кам'янського району Дніпропетровської області.
Населення — 167 мешканців.

## Географія
Село Новожитлівка знаходиться на правому березі безіменної річечки, вище за течією примикає село Кудашівка, нижче за течією на відстані 4 км розташоване село Новогурівка. Поруч проходять автомобільна дорога Т 0432 і залізниця, станція Кудашівка за 2 км.

## Населення

### Мова
Розподіл населення за рідною мовою за даними перепису 2001 року:
| Мова       | Відсоток |
| ---------- | -------- |
| українська | 93,4 %   |
| російська  | 6,6 %    |